# Stefano Moro
Stefano Moro (Fontanella, 22 de junio de 1997) es un deportista italiano que compite en ciclismo en las modalidades de pista y ruta.
Ganó tres medallas en el Campeonato Europeo de Ciclismo en Pista, en los años 2020 y 2024. En los Juegos Europeos de Minsk 2019 obtuvo una medalla de plata en persecución por equipos.

## Medallero internacional
| Juegos Europeos    | Juegos Europeos          | Juegos Europeos   | Juegos Europeos         |
| Año                | Lugar                    | Medalla           | Competición             |
| ------------------ | ------------------------ | ----------------- | ----------------------- |
| 2019               | Minsk (Bielorrusia)      | Medalla de plata  | Persecución por equipos |
| Campeonato Europeo |                          |                   |                         |
| Año                | Lugar                    | Medalla           | Competición             |
| 2020               | Plovdiv (Bulgaria)       | Medalla de plata  | Persecución por equipos |
| 2020               | Plovdiv (Bulgaria)       | Medalla de bronce | Madison                 |
| 2024               | Apeldoorn (Países Bajos) | Medalla de bronce | Keirin                  |

1. ↑  Compitió en la ronda de clasificación.